# Stanislaus von Dönhoff
Stanislaus Graf von Dönhoff (* 17. Juli 1862 in Königsberg i. Pr.; † 24. Januar 1929 ebenda) war ein deutscher Standesherr, Verwaltungsjurist und Hofbeamter.

## Leben
Stanislaus von Dönhoff war Sohn des Landrats und Geh. Regierungsrats Emil Graf von Dönhoff und seiner zweiten Ehefrau Marie geb. Gräfin von Schwerin aus dem Hause Wildenhof. Nach dem Besuch des Gymnasiums in Königsberg immatrikulierte er sich an der Rheinischen Friedrich-Wilhelms-Universität für Rechts- und Kameralwissenschaften. 1883 wurde er Mitglied des Corps Borussia Bonn. Als Inaktiver wechselte er an die  Friedrich-Wilhelms-Universität zu Berlin. Er trat nach der Promotion zum Dr. jur. in den Staatsdienst und wurde Regierungsassessor bei der Regierung in Königsberg. Von 1897 bis 1908 war er Landrat des Kreises Groß Wartenberg in Schlesien. Er war kgl. preußischer Kammerherr, Herr der Herrschaft Skandau im Kreis Gerdauen und Vorsitzender des Verbandes ostpreußischer Waldbesitzer. Er war unverheiratet und starb mit 66 Jahren.

## Auszeichnungen
- Wahl zum Ehrenmitglied des Corps Borussia Bonn[2]